# Luisa Morgantini

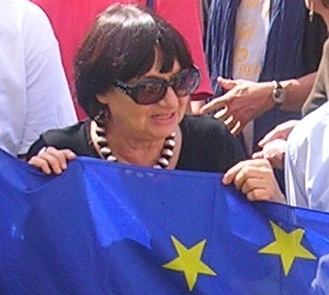
Luisa Morgantini

Luisa Morgantini este un om politic italian, membru al Parlamentului European în perioada 1999-2009 din partea Italiei.
1. 1 2  Deputații în Parlamentul European